# Грамсберген
Грамсберген (нід. Gramsbergen) — місто в нідерландській провінції Оверейсел. Входить до муніципалітету Гарденберг.
Його площа становить 3,33 км², а населення станом на 2021 рік складало 3 180 осіб.
Перша згадка про населений пункт датується 1227 роком.
До 2001 року мало статус окремого муніципалітету.

## Галерея

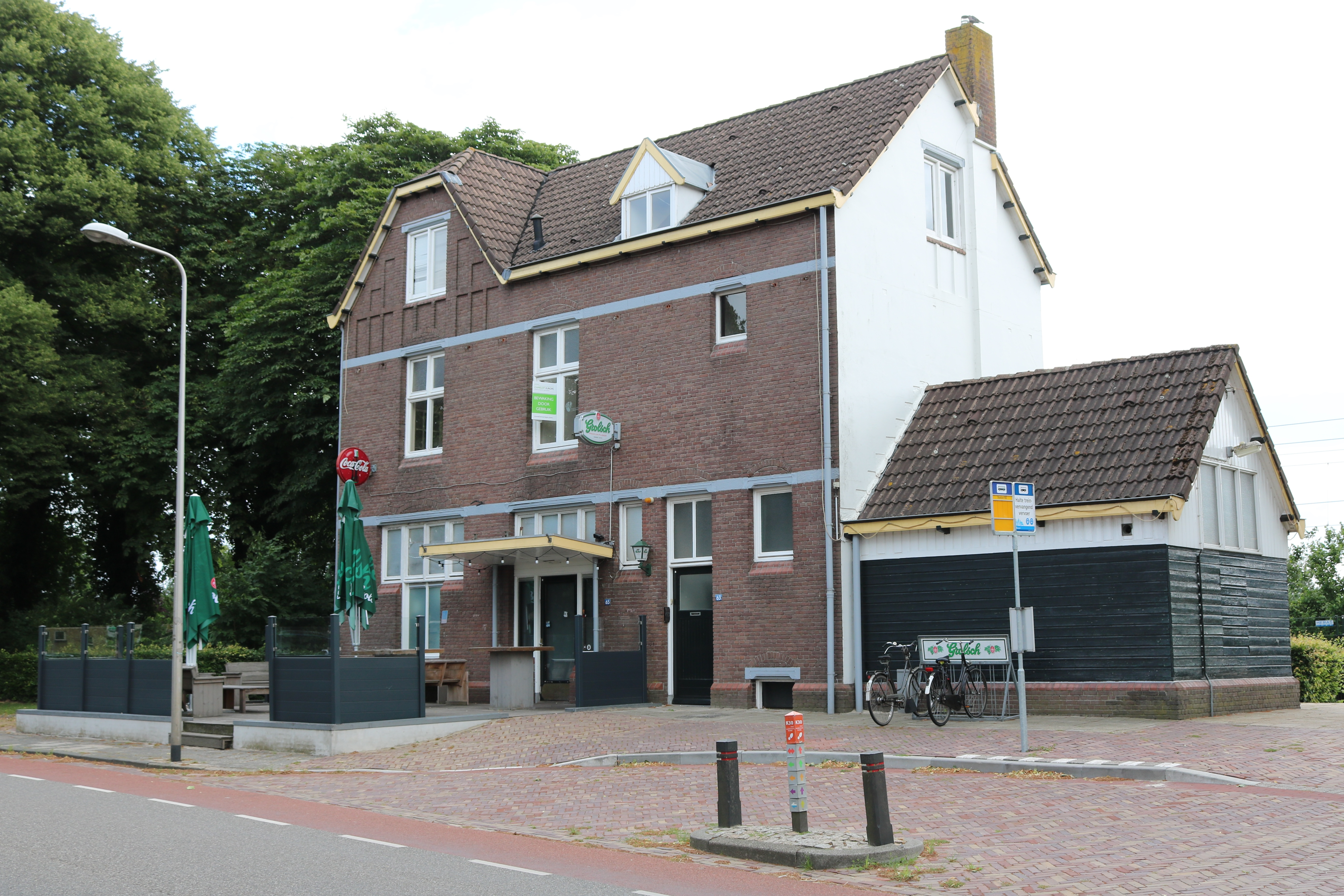
Залізнична станція
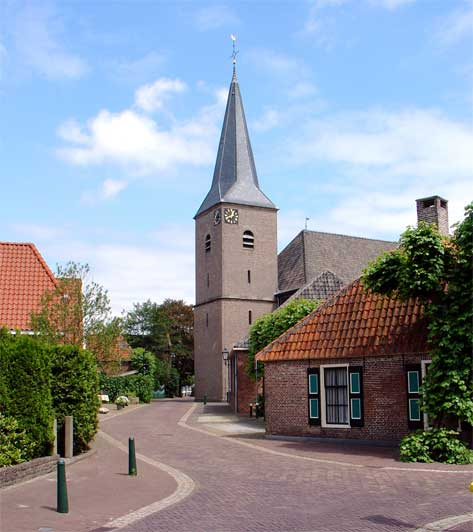
Церква у Грамсбергені
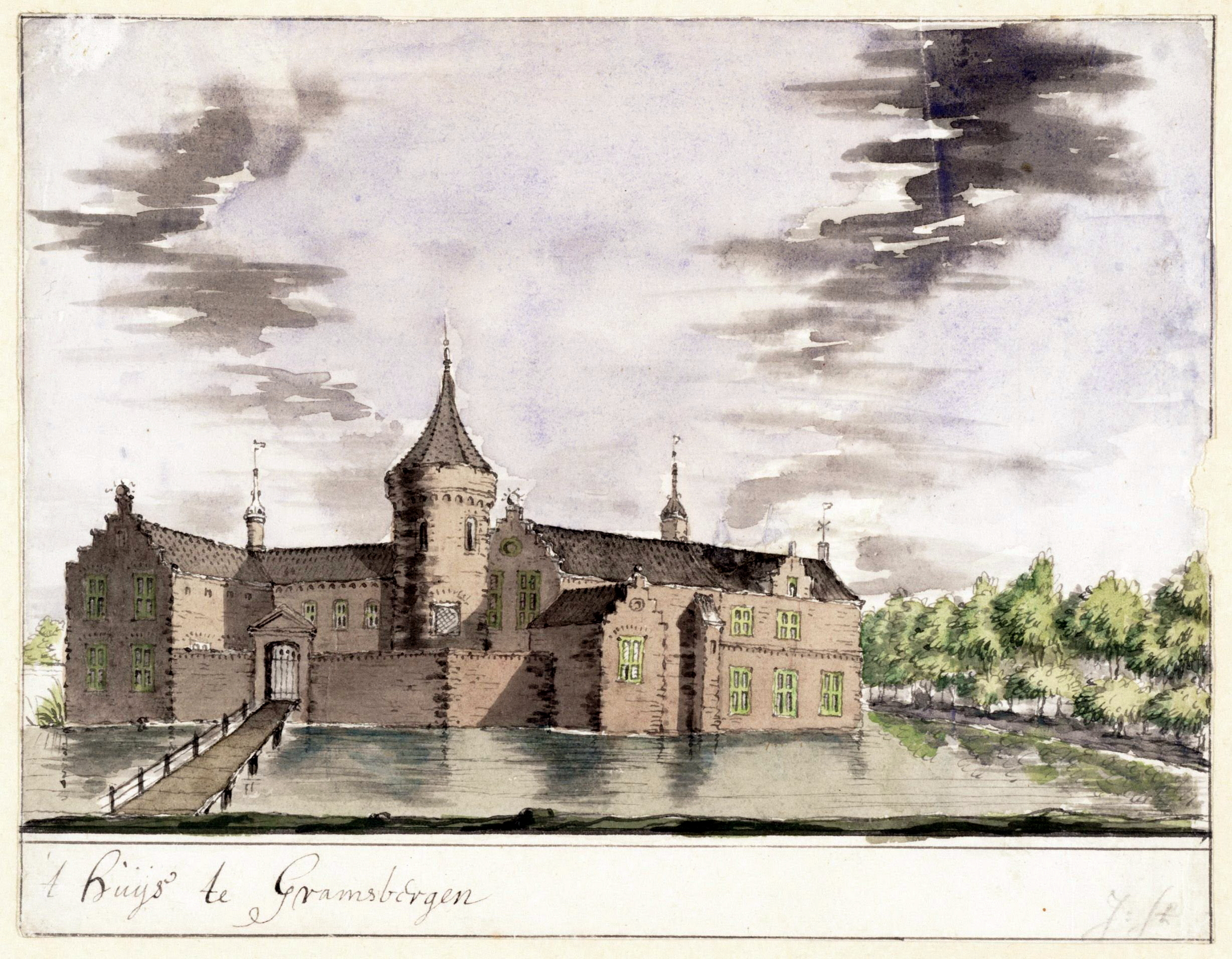
Замок Грамсберген (прибл. 1725)
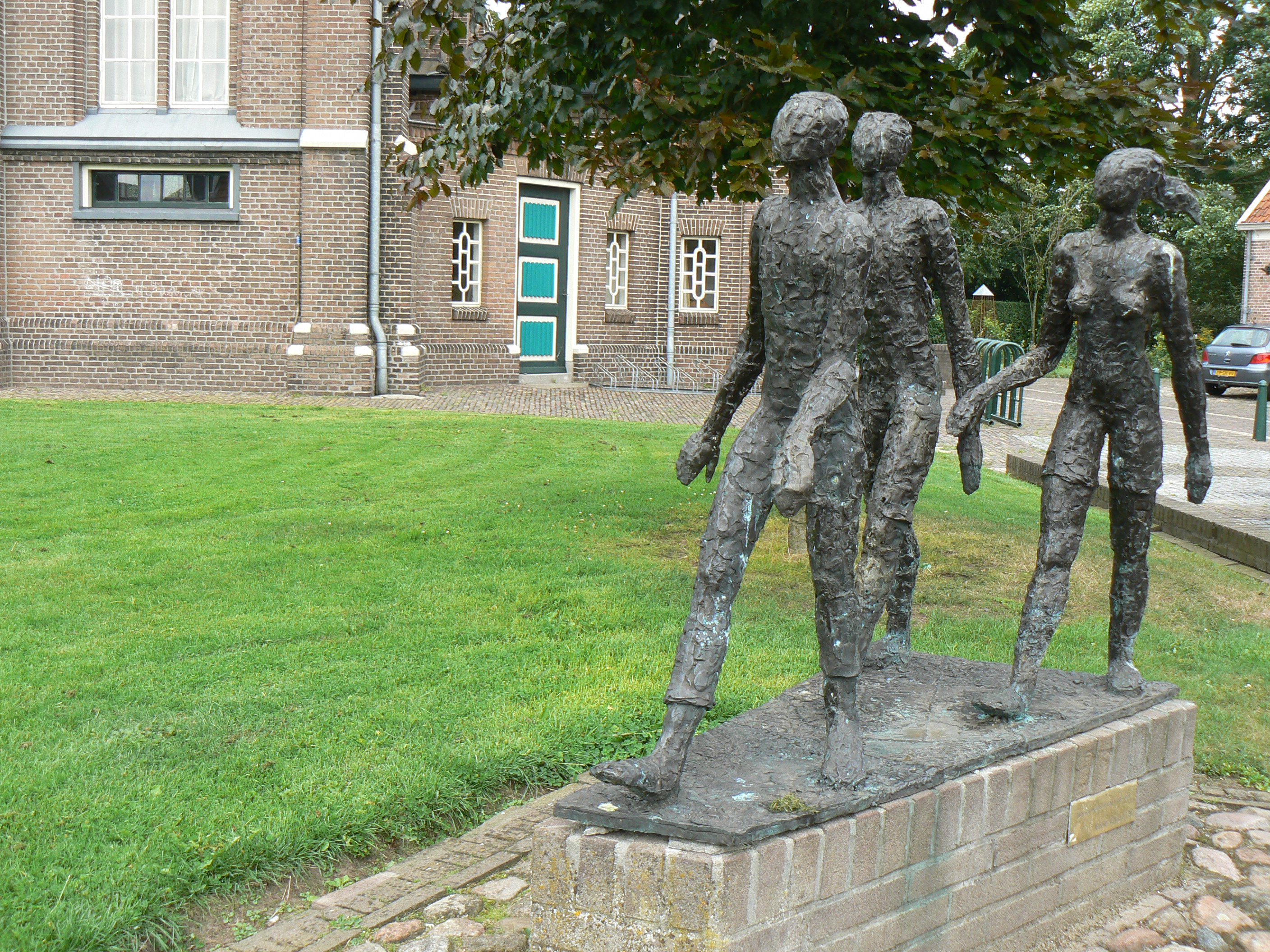
Скульптура у місті